# Čichavec líbající
Čichavec líbající (Helostoma temminkii nebo Helostoma temminckii) je labyrintní paprskoploutvá ryba, jediný zástupce rodu Helostoma a čeledi čichavcovití (Helostomatidae). Pochází ze sladkých vod jihovýchodní Asie, kde patří k významným konzumním rybám. Jméno poukazuje na způsob souboje, při kterém se čichavci přetlačují ústy, což zdánlivě připomíná líbání.